# Lub-
Lub-, Liub- oder Ljub- ist Wortbestandteil in Orts- und Personennamen besonders im slawischsprachigen Raum.

## Herkunft
Die Silbe Ljub- leitete sich wahrscheinlich vom germanischen liub, leub für lieblich, geliebt ab.
In einigen slawischen Sprachen bedeutet Ljuba Liebe.
Einer der frühesten bekannten Träger eines solchen Namens war der heilige Lubinus von Chartres im 6. Jahrhundert.
Im Laufe der Jahrhunderte veränderte sich die Silbe auch zu Laub-, Leob, Leub-, Lieb-, und anderen Formen.

## Ortsnamen
Ortsnamen mit Lub- gehören zu den frühesten Namensformen im westslawischen Sprachraum überhaupt. Wichtige frühe Burgen waren Lebus, Leoben, Libušín, Lübeck. 
- Liuban
  - Ljuban (Russland), Ljuban (See) (Belarus), Lubań (Oberlausitz), Lubāna (Lettland), Lubanie (Kujawien), Ljubljana (Slowenien)
- Liubegast
  - Laubegast (Sachsen), Liebegast
- Liuberoz
  - Laibarös[1] (Franken), Liberec (Böhmen), Lieberose (Brandenburg), Lübars (Berlin)
- Liubin
  - Leoben (Steiermark), Löben (Anhalt), Lübben (Spreewald), Lübbenau/Spreewald, Lubin (Hinterpommern), Lubin (Lebus), Lubin (Niederschlesien), Lubina (Mähren), Lubina (Slowakei), Lubina, Fluss in Schlesien, Mähren, Lubina, Fluss in Herzegowina
- Liubice
  - Leibsch[2] (Niederlausitz), Groß-/Klein-Leipisch[3] (Sachsen), Lübeck[4] (Holstein)
- Liubus
  - Libušín (Böhmen), Ljubuški, Langenlois (Niederösterreich)
- Lublin
  - Lübeln, Lublin
- Lubmin (Vorpommern)

## Personennamen
Namen wie Ljubow, Ljubomir oder Ljuben sind erst ungefähr ab dem 19. Jahrhundert häufiger erwähnt.
- Liub
- Ljubow
- Ljuben
- Ljubomir
- Ljuboslaw
- Lubin